# Wybory parlamentarne w Wielkiej Brytanii w 2015 roku
Wybory parlamentarne w Wielkiej Brytanii w 2015 roku odbyły się 7 maja. Zwyciężyła Partia Konserwatywna, która uzyskała 331 z 650 mandatów do Izby Gmin.

## Ustawa o stałej długości kadencji
We wrześniu 2011 brytyjski parlament przyjął Fixed-term Parliaments Act 2011 (ustawę o stałej długości kadencji). Na mocy tej ustawy kadencja Izby Gmin trwa pełne pięć lat. Wybory odbywają się w pierwszy czwartek maja. Wybory przedterminowe mogą być rozpisane w dwóch przypadkach:
- gdy Izba Gmin uchwali wotum nieufności dla rządu, chyba że w ciągu 14 dni powstanie nowy rząd, który uzyska wotum zaufania,
- gdy Izba Gmin postanowi rozpisać wcześniejsze wybory; uchwałę w tej sprawie muszą poprzeć 2/3 spośród całkowitej liczby posłów (obecnie 434 spośród 650)[2].

Przed przyjęciem ustawy o stałej długości kadencji Izba Gmin wybierana była na maksymalnie pięć lat, przy czym premier mógł poprosić monarchę o rozpisanie wyborów w dowolnym momencie, który uznał za odpowiedni.

## Wyniki
Wyniki wyborów przedstawiają się następująco. Frekwencja wyniosła 66,1%.

Wyniki w poszczególnych okręgach wyborczych (legenda: patrz tabela obok)

|  | Partia                                        | Liczba miejsc | Zmiana | Liczba głosów | % głosów | Zmiana (%) |
|  | --------------------------------------------- | ------------- | ------ | ------------- | -------- | ---------- |
|  | Partia Konserwatywna                          | 331           | +24    | 11 334 920    | 36,9     | +0,8       |
|  | Partia Pracy                                  | 232           | −26    | 9 347 326     | 30,4     | +1,5       |
|  | Szkocka Partia Narodowa                       | 56            | +50    | 1 454 436     | 4,7      | +3,1       |
|  | Liberalni Demokraci                           | 8             | −49    | 2 415 888     | 7,9      | −15,2      |
|  | Demokratyczna Partia Unionistyczna            | 8             | 0      | 184 260       | 0,6      | 0          |
|  | Sinn Féin                                     | 4             | −1     | 176 232       | 0,6      | 0          |
|  | Plaid Cymru                                   | 3             | 0      | 181 694       | 0,6      | 0          |
|  | Socjaldemokratyczna Partia Pracy              | 3             | 0      | 99 809        | 0,3      | 0          |
|  | Ulsterska Partia Unionistyczna                | 2             | +2     | 114 935       | 0,4      | 0          |
|  | Partia Niepodległości Zjednoczonego Królestwa | 1             | +1     | 3 881 129     | 12,6     | +9,5       |
|  | Partia Zielonych Anglii i Walii               | 1             | 0      | 1 157 613     | 3,8      | +2,8       |
|  | Partia Sojuszu Irlandii Północnej             | 0             | −1     | 61 556        | 0,2      | +0,1       |
|  | Pozostałe partie i kandydaci niezależni       | 1             | 0      | 288 412       | 0,9      | −2,6       |
|  | Łącznie                                       | 650           |        | 30 698 210    |          |            |